# Новозеландский белый кролик
Новозеландский Белый — порода кроликов средних размеров, имеющая однородный белый окрас.

## История
Порода кроликов была выведена в 1916 году в США. Селекционеры отбирали кроликов-альбиносов среди кроликов породы Новозеландский Красный. В дальнейшем таких кроликов скрещивали с кроликами породы Фландр, для увеличения массы тела. На европейский континент новозеландская порода попала в 1958 году, в Англию. На территорию СССР завезены в 1970-х года. Получила широкое признание во многих регионах страны.
Скороспелая порода кроликов среднего размера мясного направления с белым окрасом меха. Крольчихи за один окрол приносят до 9—12 крольчат. Крольчата при рождении весят 45—50 граммов. К 10—12 неделям жизни достигнет веса 2—2,5 кг. Имеют среднюю продолжительность жизни от 5 до 10 лет. Порода кроликов к условиям содержания неприхотлива.